# Berthold Wolf
Berthold Wolf (geboren 15. Februar 1874 in Wiesbaden; gestorben 31. August 1946 in Locarno) war ein deutscher Verlagsdirektor und Journalist.

## Leben
Nachdem Wolf Dramaturgie, Literatur und Volkswirtschaft in Genf und Oxford studiert hatte, war er Direktor und Dramaturg des Theaters Koblenz. 1904 wurde er Redakteur beim Neuen Hessischen Volksblatt, 1907 dann Redakteur bei den Chemnitzer Neuesten Nachrichten, wo Wolf später sogar Chefredakteur wurde. Ab 1912 war er als Chefredakteur bei der Leipziger Abendzeitung, bevor er 1917 zum Duisburger General-Anzeiger wechselte. Von 1929 bis 1933 war Wolf Chefredakteur im Vogel-Verlag, Direktor und Chefredakteur der „Geraer Nachrichten“ sowie Verlagsdirektor des Nürnberger „8-Uhr-Blatts“.
1935 emigrierte Wolf nach London. Im November 1938 erfolgte die Einreise in die Schweiz. Zunächst hielt er sich in Basel auf; 1939 zog er ins Tessin, wo er 1946 verstarb.